# Pristomyrmex trogor
Pristomyrmex trogor es una especie de hormiga del género Pristomyrmex, tribu Crematogastrini, familia Formicidae. Fue descrita científicamente por Bolton en 1981.
Se distribuye por República Democrática del Congo, Mozambique y Ruanda. Se ha encontrado a elevaciones de hasta 2330 metros. Habita en bosques primarios, secundarios y húmedos.